# Verwaltungsgemeinschaft Großbreitenbach
La Verwaltungsgemeinschaft Großbreitenbach est une communauté d'administration allemande qui regroupe 6 communes du land de Thuringe, dans l'arrondissement d'Ilm, au centre de l'Allemagne. En 2015, sa population est de 4 761 habitants.

## Source de la traduction
- (de) Cet article est partiellement ou en totalité issu de l’article de Wikipédia en allemand intitulé « Verwaltungsgemeinschaft Großbreitenbach » (voir la liste des auteurs).